# 1995-ös Formula–1 San Marinó-i nagydíj
A San Marinó-i nagydíj volt az 1995-ös Formula–1 világbajnokság harmadik futama.

## Futam
San Marinóban Schumacher szerezte meg a pole-t, mindössze 8 ezredmásodperccel a ferraris Berger előtt. Mivel szombaton esett, a köridők már nem javultak tovább. Mansell, aki a McLaren csapattal visszatért az F1-be, a kilencedik helyről indult (három hellyel a csapattárs Mika Häkkinen mögött). A versenyen a rajtrács első öt helyezettje az esőgumik mellett döntött, később kiálltak a boxba kereket cserélni. Schumacher a verseny közepén, a boxkiállását követő körben megcsúszott és a falnak ütközött. A német kiesése után Berger vezetett Hill, Coulthard és Alesi előtt. Berger boxkiállásánál a Ferrari megállt rövid időre, Hill került az élre. Coulthard túl gyorsan hajtott a boxban, emiatt 10 másodperces büntetést kapott, míg Hill kiállásánál az üzemanyagtöltő cső a Williamsbe ragadt. Hillnek ennek ellenére sikerült visszatérnie az élre, majd győzött Alesi, Berger és Coulthard előtt.
| Helyezés | #  | Versenyző              | Csapat/Motor       | Futott körök | Idő/Kiesés oka          | Rajthely | Pontszám |
| -------- | -- | ---------------------- | ------------------ | ------------ | ----------------------- | -------- | -------- |
| 1        | 5  | Damon Hill             | Williams-Renault   | 63           | 1:41:42,522             | 4        | 10       |
| 2        | 27 | Jean Alesi             | Ferrari            | 63           | +18,510                 | 5        | 6        |
| 3        | 28 | Gerhard Berger         | Ferrari            | 63           | +43,116                 | 2        | 4        |
| 4        | 6  | David Coulthard        | Williams-Renault   | 63           | +51,890                 | 3        | 3        |
| 5        | 8  | Mika Häkkinen          | McLaren-Mercedes   | 62           | +1 kör                  | 6        | 2        |
| 6        | 30 | Heinz-Harald Frentzen  | Sauber-Ford        | 62           | +1 kör                  | 14       | 1        |
| 7        | 2  | Johnny Herbert         | Benetton-Renault   | 61           | +2 kör                  | 8        |          |
| 8        | 15 | Eddie Irvine           | Jordan-Peugeot     | 61           | +2 kör                  | 7        |          |
| 9        | 26 | Olivier Panis          | Ligier-Mugen-Honda | 61           | +2 kör                  | 12       |          |
| 10       | 7  | Nigel Mansell          | McLaren-Mercedes   | 61           | +2 kör                  | 9        |          |
| 11       | 25 | Szuzuki Aguri          | Ligier-Mugen-Honda | 60           | +3 kör                  | 16       |          |
| 12       | 23 | Pierluigi Martini      | Minardi-Ford       | 59           | +4 kör                  | 18       |          |
| 13       | 9  | Gianni Morbidelli      | Footwork-Hart      | 59           | +4 kör                  | 11       |          |
| 14       | 24 | Luca Badoer            | Minardi-Ford       | 59           | +4 kör                  | 20       |          |
| HN       | 21 | Pedro Diniz            | Forti-Ford         | 56           | +7 kör, Helyezés nélkül | 26       |          |
| HN       | 22 | Roberto Moreno         | Forti-Ford         | 56           | +7 kör, Helyezés nélkül | 25       |          |
| Kiesett  | 29 | Karl Wendlinger        | Sauber-Ford        | 43           | Kerék                   | 21       |          |
| Kiesett  | 16 | Bertrand Gachot        | Pacific-Ilmor      | 36           | Váltó                   | 22       |          |
| Kiesett  | 11 | Domenico Schiattarella | Simtek-Ford        | 35           | Felfüggesztés           | 23       |          |
| Kiesett  | 14 | Rubens Barrichello     | Jordan-Peugeot     | 31           | Erőátvitel              | 10       |          |
| Kiesett  | 3  | Katajama Ukjó          | Tyrrell-Yamaha     | 23           | Kicsúszás               | 15       |          |
| Kiesett  | 4  | Mika Salo              | Tyrrell-Yamaha     | 19           | Motorhiba               | 13       |          |
| Kiesett  | 17 | Andrea Montermini      | Pacific-Ilmor      | 15           | Váltó                   | 24       |          |
| Kiesett  | 12 | Jos Verstappen         | Simtek-Ford        | 14           | Váltó                   | 17       |          |
| Kiesett  | 10 | Inoue Taki             | Footwork-Hart      | 12           | Kicsúszás               | 19       |          |
| Kiesett  | 1  | Michael Schumacher     | Benetton-Renault   | 10           | Kicsúszás               | 1        |          |

## A világbajnokság élmezőnyének állása a verseny után
| H  | Versenyzők         | Pont | H  | Konstruktőrök    | Pont |
| -- | ------------------ | ---- | -- | ---------------- | ---- |
| 1. | Damon Hill         | 20   | 1. | Williams-Renault | 23   |
| 2. | Michael Schumacher | 14   | 2. | Ferrari          | 23   |
| 3. | Jean Alesi         | 14   | 3. | Benetton-Renault | 7    |
| 4. | David Coulthard    | 9    | 4. | McLaren-Mercedes | 6    |
| 5. | Gerhard Berger     | 9    | 5. | Sauber-Ford      | 3    |

- A Benetton-Renault  és a Williams-Renault csapatok szabálytalan üzemanyag használata miatt nem kapták meg az brazil nagydíjon a nekik járó pontokat.

## Statisztikák
Vezető helyen:
- Michael Schumacher: 9 (1-9)
- David Coulthard: 1 (10)
- Gerhard Berger: 11 (11-21)
- Damon Hill: 42 (22-63)

Damon Hill 11. győzelme, Michael Schumacher 7. pole-pozíciója, Gerhard Berger 17. leggyorsabb köre.
- Williams 80. győzelme.